# 塔爾馬 (印地安納州)
塔爾馬（英語：Talma）是位於美國印地安納州富爾頓縣的一個非建制地區。該地的面積和人口皆未知。